# NGC 477
NGC 477 (другие обозначения — UGC 886, MCG 7-3-32, ZWG 536.32, PGC 4915) — спиральная галактика с перемычкой (SBc) в созвездии Андромеда. Открыта Уильямом Гершелем в 1786 году, описывается Дрейером как «очень тусклый, довольно маленький, немного вытянутый объект, немного более яркий в середине».
Этот объект входит в число перечисленных в оригинальной редакции «Нового общего каталога».
В 2002 году в галактике обнаружена вспышка сверхновой типа Ia, получившей обозначение SN2002jy. Сверхновая обнаружена 17 декабря с блеском 16,3m, обладала блеском 16,0m на момент 18 декабря 2002 года. Она находилась в 46,4" к западу и в 37,6" к северу от центра галактики.